# Jack Fairman
Jack Fairman (Horley, Inglaterra, 15 de março de 1913 – Rugby, Inglaterra, 7 de fevereiro de 2002) foi um automobilista britânico nascido na Inglaterra.
Fairman participou de 13 Grandes Prêmios de Fórmula 1, obtendo como melhores resultados o 4º lugar na Inglaterra e o 5º na Itália, ambos em 1956.